# 安芭·謝普赫爾德
安芭·謝普赫爾德（英語：Amba Shepherd）是一位澳洲女歌手和作曲家，她生於悉尼的一個音樂家庭，並因為與荷蘭音樂製作人「Hardwell」合作而廣為人知。謝普赫爾德不但在2013年6月獲得由「Elektro Mag」頒發的「EDM最適合的客席聲樂家」獎，而且還獲得由「DMC World」頒發的「現今舞曲界第一好聲音」獎項。此外，她與「Hardwell」合作而成的「Apollo」一曲在「Beatport Top 100」音樂排行榜上亦曾位列第1位。

## 音樂作品目錄
謝普赫爾德曾與以下歌手合作製作以下音樂：
- 2011年：「Vandalism」（與Porter Robinson合作）
- 2011年：「Man on the Run」（與Suae & Pulsar合作）
- 2012年：「Sky High」（與Dyro合作）
- 2012年：「Perfect Crime」（與Joan Reyes & Heren合作）
- 2012年：「Apollo」（與Hardwell合作）
- 2013年：「Let The Love」（與Starkillers & Dmitry Ko合作）
- 2013年：「Finally」（與Mikkas合作）
- 2013年：「Haunting Me」（與Suae & Pulsar合作）
- 2013年：「Let It Out」（與Jono Fernandez & Pauls Paris合作）
- 2013年：「Not Too Late」（與Tom Swoon合作）
- 2013年：「Who We Are」（與Shermanology合作）
- 2015年：「United We Are」（與Hardwell合作）